# Домовое хозяйство (медицинское учреждение)
Домовое хозяйство — пункт первичной помощи в сельской местности при несчастных случаях, травмах, отравлениях, других состояниях и заболеваниях, угрожающих жизни и здоровью до оказания медицинской помощи. Домовые хозяйства создаются в населённых пунктах численностью до 100 человек, не имеющих на своей территории медицинских организаций (врачебной амбулатории, фельдшерско-акушерского пункта).

## Оборудование
Домовое хозяйство укомплектовано сумкой-укладкой для оказания первой помощи и информационными материалами по оказанию первой помощи при различных состояниях. В сумке-укладке в том числе находятся специальные перевязочные материалы: бинты,  пластырь, стерильные и противоожоговые салфетки, кровоостанавливающий жгут, диагностический инструментарий (тонометр, термометр) и средства для иммобилизации конечностей при переломах.
В домовом хозяйстве устанавливается телефонная связь с фельдшерско-акушерским пунктом или с врачом общей (семейной) практики, участковой и центральной районной больницей для вызова медицинских работников или бригады скорой медицинской помощи.
Люди, принявшие на себя обязательства по оказанию помощи своим сельчанам, как правило, не имеют медицинского образования, но проходят обучение для оказания первой помощи.